# 보허자
《보허자》(步虛子) 또는 장춘불로지곡(長春不老之曲)은 국악 당악 곡이다. 예로부터 우리 조상들은 예악사상에 근거하여 웃어른에게 효를 중시하고 예를 다하는 데에 있어서 음악을 사용해왔다. 그 중심에는 ‘장춘불로지곡’이 있으며, 그 음악이 상징하는 바는 아명으로 남아 지금까지 전하고 있다.

## 설명
장단은 1각의 박수 20박, 장고의 배치는 6, 4, 4, 6의 형식이다. 궁중의 반주 음악으로 자주 연주하였다.

## 관악 보허자
모두 3장 29각으로 이루어져 있다.

## 현악 보허자
보허사(步虛詞)라고도 한다. 모두 7장 88각으로 이루어져 있다. 가야금·거문고·양금등이 연주한다. 세피리·대금·해금·단소 등이 추가되기도 한다.

## 악보
대악후보, 안상금보, 속악원보 등을 통해 전해내려 온다.